# Рахимов, Темур
Темур Рахимов (тадж. Темур Раҳимов; 8 июля 1997 года, район Рудаки, Таджикистан) — таджикский дзюдоист, бронзовый призёр летних Олимпийских игр 2024 года, бронзовый призёр чемпионата мира 2025 года. Мастер спорта международного класса.

## Биография
Темур Рахимов родился 8 июля 1997 года в районе Рудаки (бывший Ленинский). Он начал заниматься боевыми искусствами в возрасте шести лет. По его словам, «я был очень молод, когда мой дедушка Рустам Абдурахмонов призвал меня тренироваться. Он внёс большой вклад в формирование моей спортивной карьеры».

## Карьера
Темур Рахимов входит в число самых титулованных борцов Республики Таджикистан. За последние годы завоевал медали различного достоинства на нескольких отечественных и зарубежных соревнованиях. Обладатель серебряной (Эль-Фуджайра; 2019) и бронзовой (Бишкек; 2021) медалей чемпионатов Азии по дзюдо, серебряной (Баку; 2021) и бронзовой (Абу-даби; 2021, Тель-Авив; 2022) международных соревнований Гранд Слам и бронзовый медаль Гран-при Магриба (2019). Участник в летних Олимпийских игр 2020 года в Токио, где был знаменосцем сборной на церемонии открытия.
Золотая медаль на соревновании «2022 Judo Grand Slam Baku».
Лучший спортсмен среди взрослых по олимпийскому виду спорта в 2022 году (Таджикистан).
На летних Олимпийских играх 2024 года в Париже в 1/8 финала Темур вышел на татами с немецким дзюдоистом Эриком Абрамовым и выиграл иппоном (10-0). В четверьтфинале со счетом 11-1 (золотой балл) победил дзюдоиста из Узбекистана Алишера Юсупова. Затем в полуфинале проиграл действующему чемпиону мира по дзюдо французу Тедди Ринеру. И наконец в поединке за третье место одолел в схватке кубинского спортсмена Энди Гранда и завоевал бронзовую медаль как и узбекский дзюдоист Алишер Юсупов, который вышел на японца Татсуру Саито, предварительно победив в утешительном раунде грузинского спортсмена Гурама Тушишвили.
В июне 2025 года на чемпионате мира в Будапеште в весовой категории свыше 100 кг завоевал бронзовую медаль. В схватке за третье место одолел соперника из Азербайджана Ушанги Кокаури.

## Награды
- Орден «Шараф» II степени (2024)[7]